# Green River (sang)
 For alternative betydninger, se Green River. (Se også artikler, som begynder med Green River)
Green River er en af John Fogertys sange fra 1969. Det var den anden single fra albummet Green River.

## Interessante fakta
- Sangen høres i trailer af filmen Taking Woodstock.
- Green River høres i videospillene Rock Band og Grand Theft Auto: San Andreas.
- Green River er udført af flere kunstnere, herunder Mary Wilson (ca. 1980), Alabama (1982), The Minutemen (1984) og Bill Wyman' s Rhythm Kings (1997).